# Burg Conneforde
Die Burg Conneforde ist eine abgegangene spätmittelalterliche Sperr- und Grenzburg der Grafschaft Oldenburg in der Gemeinde Wiefelstede im niedersächsischen Landkreis Ammerland in der Wapelniederung.

## Geschichte
Die Burg wurde wohl um 1330 unter Graf Konrad I von Oldenburg errichtet. Der Grund waren die Fehden zwischen den Rüstringern und den Oldenburger Grafen. Die Wapel bildete die Grenze des Oldenburger Gebiets zu Friesland. Die Burg wurde 1337 erstmals urkundlich erwähnt, als im Friedensschluss vom Aschwerdergroven verfügt wurde, dass sie binnen zwei Jahren niedergerissen werden solle. Dies unterblieb aber offensichtlich. Am Anfang des 15. Jahrhunderts baute Graf Dietrich von Oldenburg die Anlage noch einmal aus. Mit dem Bau der Neuenburg bei Zetel 1462 verlor die Burg Conneforde ihre Bedeutung und wurde aufgegeben. 1577 war sie abgegangen.

## Beschreibung
Von der Niederungsburg sind keine Spuren mehr vorhanden. Das Gelände wurde 1966 vom Grundstücksbesitzer bei der Regulierung der Wapel einplaniert. Im Laufe dieser Aktion wurden die Umrisse der Anlage, der Verlauf der Befestigung und die Gebäudestandorte notdürftig eingemessen. 
Der Burgplatz besaß anfangs eine Gesamtgröße von ca. 80 × 50 m. Er war in eine ungefähr quadratische Hauptburg und eine rechteckige Vorburg unterteilt, die ursprünglich durch einen Wall mit vorgelagertem Graben befestigt waren. Der sumpfige Untergrund war mit Rammpfählen befestigt und anschließend künstlich aufgeschüttet worden. Zu Beginn des 15. Jahrhunderts wurde die Anlage mit einem doppelten Wall-Graben-System versehen Das Areal vergrößerte sich dadurch auf ca. 200 × 155 m. In dieser Bauphase standen die Burggebäude auf aufgeschütteten Lehmsockeln von 1 bis 1,2 m Höhe. In der Mitte befand sich ein quadratischer Holzturm mit 8 m Seitenlänge. Die Burg war von Osten über einen Damm und einen Bohlenweg zugänglich.